# Tachyfylaxie
Tachyfylaxie is een verschijnsel in de geneeskunde en beschrijft een plotse vermindering van effect van of respons op een geneesmiddel na herhaaldelijke toediening ervan. Hoewel tolerantie en tachyfylaxie vaak als synoniem gebruikt worden en het onderscheid niet altijd eenduidig te maken is, zijn er verschillen. Tachyfylaxie kan snel optreden na een korte periode van geneesmiddelengebruik met geen reactie op het verhogen van de dosis. De effectiviteit van het geneesmiddel kan hersteld worden door een korte onderbreking van de inname ervan. 
Bij tolerantie is er sprake van een trage vermindering van effectiviteit gedurende langere tijd. De werking van het geneesmiddel kan hersteld worden door een verhoging van dosis. Het kort onderbreken van de behandeling is onvoldoende om de effectiviteit te herstellen.